# Bustes d'Innocent X
Les Bustes d'Innocent X sont deux sculptures de marbre réalisées par le Bernin et représentant Giovanni Battista Pamphilj, c'est-à-dire le pape Innocent X. 

## Présentation

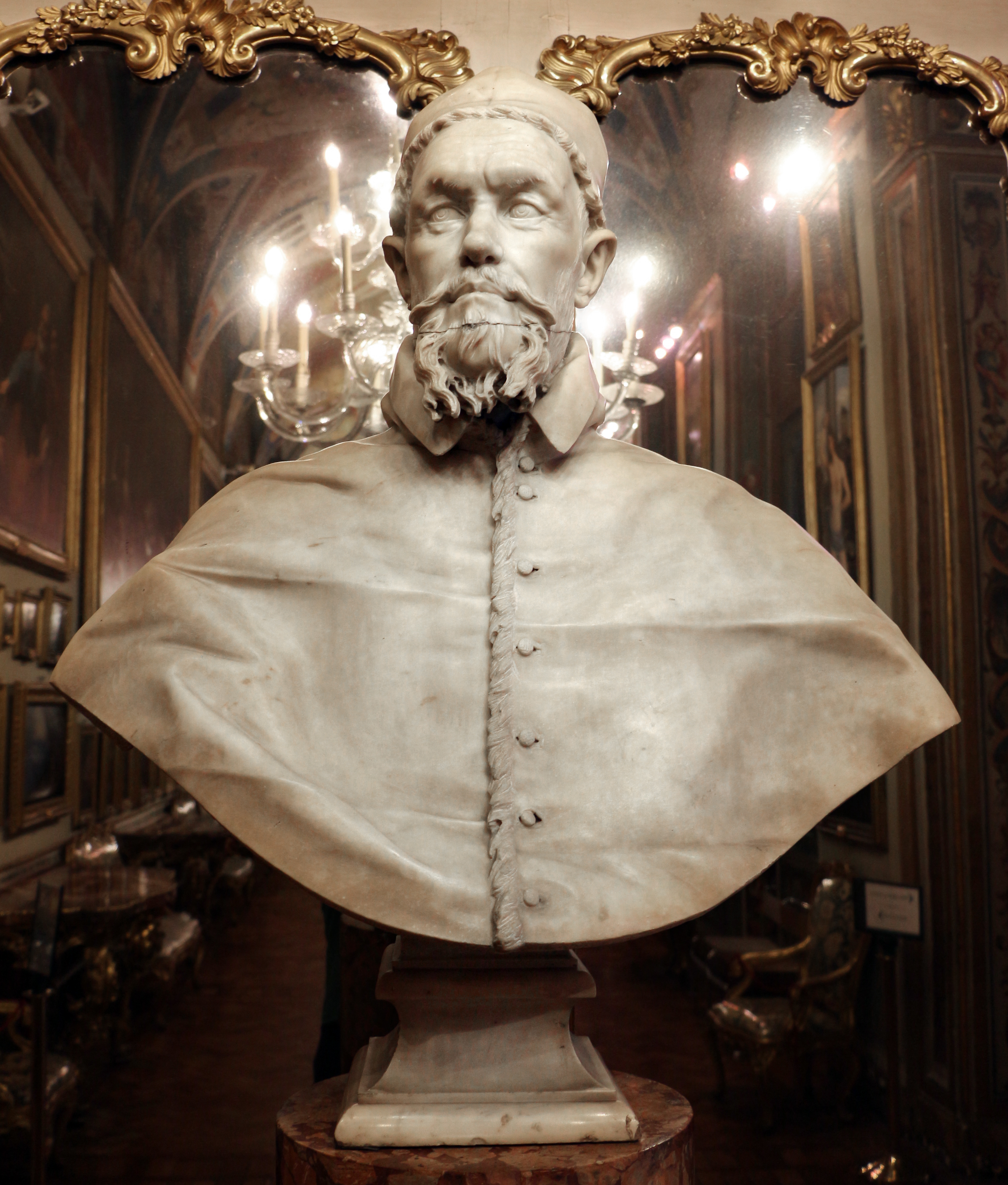
Première version

Ces deux bustes été sculptés vers 1650 et sont conservés à la galerie Doria-Pamphilj de Rome. Comme dans le cas des bustes de Scipione Caffarelli-Borghese, il se peut que le Bernin ait exécuté une deuxième version au moment où il a découvert une imperfection dans la première.
Il existe plusieurs copies de ce portrait par différents artistes, dont Alessandro Algardi.